# Yves Lavalade
Yves Lavalade (okzitanisch: Ives Lavalada; * 29. Januar 1939 in Gorre) ist ein französischer Autor, Okzitanist und Lexikograf.

## Leben und Werk
Yves Lavalade besuchte das Gymnasium in Limoges und studierte in Poitiers. Dann war er bis 1999 Gymnasiallehrer für Fremdsprachen. Er engagierte sich früh für die okzitanische Kultur und Sprache des Limousin, schrieb über lange Jahre eine darauf bezogene Zeitungsglosse, war Mitarbeiter der Zeitschrift La Clau lemosina und ist Mitglied des Cercle lemosin d'estudis occitans (CLEO) und des Congrès permanent de la Lenga occitana (CPLO).
1984 wurde er mit einer Arbeit über die Ortsnamen seiner Heimat promoviert. Bis zum Ruhestand und darüber hinaus veröffentlichte er Arbeiten und Wörterbücher zum Okzitanischen sowie zur Flora und Fauna des Limousin, die mehrere Auflagen erreichten. Dann publizierte er auf tausenden von Seiten die vollständige Ortsnamenskunde seiner Region. Daneben übersetzte er, dichtete in okzitanischer Sprache, erforschte das  Maltesische und schuf ein französisch-spanisches Dictionnaire analogique.

## Werke (Auswahl)
- D'aqueu costat. CLEO. Cercle lemosin d'estudis occitans, Limoges 1980.
- La Suffixation en occitan, Haut-Limousin. Noms, adjectifs, verbes, toponymes. La Clau lemosina, Limoges 1981.
- Flore occitane. Plantes du Limousin. La Clau lemosina, Limoges 1982.
- Apports linguistiques et humains en toponymie occitane du Limousin-Périgord (thèse). 1984.[1]
- L'Accentuation occitane. La place de l'accent tonique, sa notation graphique. La Clau lemosina, Limoges 1986.
- Coneissam nòstre univers. La Clau lemosina, Limoges 1988.
- (Übersetzer) Heinrich Hoffmann: Piaron l'estinhassat. Comité du Périgord de la langue occitane, Périgueux 1991. (Struwwelpeter)
- Bestiaire occitan. La Veytizou, Neuvic-Entier 1997.
- Dictionnaire français-occitan. Dialecte limousin: Limousin, Marche, Périgord. PULIM, Limoges 1997. L. Souny, Saint-Paul 2001. 3. Auflage Institut d'estudis occitans dau Lemosin, Uzerche 2010. 4. Auflage 2023.
- Dictionnaire occitan-français. Limousin-Marche-Périgord. Étymologies occitanes. L. Souny, Saint-Paul 1999. Dictionnaire d'usage occitan-français.  Institut d'estudis occitans dau Lemosin, Uzerche 2010.
- Dictionnaire toponymique de la Haute-Vienne. Noms de communes, noms de lieux habités, noms ethniques, noms de cours d'eau, noms cadastraux, dialectologie occitane. L. Souny, Saint-Paul 2000.
- La langue maltaise et la romanité. Lexique maltais roman-occitan, lexique élémentaire maltais-arabe-occitan. Institut d'études occitanes, Puylaurens 2001.
- (mit Jacques Peyramaure) 'Tournures limousines. Viradas lemosinas'. L. Souny, Saint-Paul 2001.
- Botanique occitane et noms de lieux. Limousin, Marche, Périgord. L. Souny, Saint-Paul 2002.
- Esclapons. Poèmes occitans et adaptation française. La Veytizou, Neuvic-Entier 2002.
- Guide occitan de la flore. Limousin, Marche, Périgord. L. Souny, Saint-Paul 2002.
- Noms de lieux du canton d'Ayen, Corrèze. L. Souny, La Geneytouse 2003. (erste von rund 30 ähnlichen Veröffentlichungen auf circa 2000 Seiten)
- Dictionnaire des noms de personnes. Limousin, Marche, Périgord. Racines occitanes. L. Souny, Saint-Paul 2004.
- Cronicas d'aura. Institut d'estudis occitans dau Lemosin, Masseret 2006. (zweisprachig)
- Trésors des expressions limousines. L. Souny, Saint-Paul 2008.
- La vie quotidienne des Limousins à travers les noms de lieux. 500 mots-clés pour la toponymie occitane. Le Puy Fraud, Saint-Paul 2011.
- Occitan limousin et racines indo-européennes. Esperluette, Treignac 2012.
- (Hrsg.) Jaufré, chevalier du pays d'oc. Roman épique du XIIIe siècle: extraits, tournures et lexique. Esperluette, Treignac 2015.
- Bouquet de proverbes nouveaux. Esperluette, Treignac 2018.
- (Übersetzer) Graciliano Ramos: Vie brûlée. Roman brésilien. Esperluette, Treignac 2018. (zweisprachig okzitanisch-französisch)
- 20000 lieux sous la loupe. Le Puy Fraud éditeur, La Geneytouse 2018.
- (mit Jean-Pierre Lacombe) Le pays de Bort, terre d'oc. Contes et légendes, petites histoires, noms des lieux, des maisons, la langue d'ici, chansons, lexique, etc. Éditions Carrefour Ventadour, Moustier-Ventadour 2020. (Vorwort von Jean-Claude Sangoï)
- Noms de famille en Limousin. La Geste, La Crèche 2021.
- Dictionnaire toponymique des communes de Creuse. La Geste, La Crèche 2022.
- Héritage celtique en Limousin. Éditions de l'Esperluette, Treignac 2022.
- Contes irlandais. Français - occitan limousin. Union Occitane Camille Chabaneau, 2023.
- Dictionnaire des communes de la Corrèze. La Geste, La Crèche 2023.
- Dictionnaire des noms de lieux de la Charente limousine. Les noms de lieux de 127 communes charentaises, lieux habités et noms cadastraux : recension et commentaires, origines et restitution graphique. La Geste, La Crèche 2023.
- Lexique analogique français-espagnol. Du siècle d'or à nos jours. Ellipses, Paris 2023.
- Noms de lieux étonnants en Limousin. Pied-plat, Les Orteils, Les Zéros, Cuculour, Fontafie, Puy-choux-vert, L'Homme mort, Le Pendu, qu'es aquò ? La Geste, La Crèche 2023.